# Are We Not Cats
Are We Not Cats és una pel·lícula romàntica de terror del 2016 escrita i dirigida per Xander Robin, sobre dos desconeguts que desencadenen el romanç a través d'un hàbit inusual. La pel·lícula és protagonitzada per Michael Patrick Nicholson, Chelsea Lopez i Michael Godere.
La pel·lícula es va estrenar a la 73a Mostra Internacional de Cinema de Venècia i va ser catalogada com una de les 10 millors pel·lícules de terror del 2018 per Rotten Tomatoes.

## Argument
Després de perdre la feina, la xicota i la llar en un sol dia, l'Eli, un desesperat de vint anys accepta una feina de repartiment en un remot remot de l'estat. Allà coneix l'Anya, una jove seductora amb qui comparteix un hàbit estrany. L'elecció de la pell de l'Eli recorda el trastorn d'excoriació i la tricotil·lomania, mentre que l'elecció dels cabells d'Anya recorda la tricotil·lomania i la tricofàgia, donant lloc a un cas climàtic de la síndrome de Rapunzel.

## Repartiment
- Michael Patrick Nicholson com a Eli
- Chelsea López com Anya
- Michael Godere com a Kyle
- Dean Holtermann com Al
- Charles Gould com Ari
- Adeline Thery com a Madeline
- Alice Frank com Alice
- Tuffy Questell com a Dennis
- Theodore Bouloukos com el Dr. Mooney
- Carson Grant com a Hawke
- Joe Buldo com a Jack
- Ernst Zorin com Shvitzer Sam
- Marika Daciuk com a Sonia
- Bill Weeden com a Diner Dad
- Alex Goldberg com a Max

## Alliberament
La pel·lícula es va estrenar al 73a Mostra Internacional de Cinema de Venècia com a pel·lícula de tancament de la barra lateral de la Setmana de la Crítica, i es va estrenar als Estats Units Festival Internacional de Cinema de Chicago, a més de projecció al XLIX Festival Internacional de Cinema Fantàstic de Catalunya de 2016, on va rebre una menció especial del Premi Noves Visions One. També fou exhibida al Festival Internacional de Cinema d'Estocolm 2016, Festival Internacional de Cinema d'Oldenburg 2016 i al Sidewalk Film Festival del 2017.
Més tard es va llançar per transmetre a Shudder.

## Recepció
A Rotten Tomatoes la pel·lícula té una puntuació del 91% basada en 11 ressenyes. A Metacritic té una puntuació del 68% basada en les ressenyes de 5 crítics, indicant crítiques "generalment favorables".